# Silba candidala
Silba candidala är en tvåvingeart som beskrevs av Mcalpine 1964. Silba candidala ingår i släktet Silba och familjen stjärtflugor.
Artens utbredningsområde är Madagaskar. Inga underarter finns listade i Catalogue of Life.